# Melba simplex
Melba simplex är en skalbaggsart som först beskrevs av Leconte 1878.  Melba simplex ingår i släktet Melba och familjen kortvingar. Inga underarter finns listade i Catalogue of Life.